# Isaac Okoronkwo
Isaac Okoronkwo (Nbene, 1º maggio 1978) è un ex calciatore nigeriano, di ruolo difensore.

## Palmarès

### Club

#### Competizioni nazionali
- Coppa di Moldavia: 1

Sheriff Tiraspol: 1998-1999
- Campionato ucraino: 1

Šachtar: 2000-2001
- Coppa d'Ucraina: 2

Šachtar: 2000-2001, 2001-2002